# Friedrich Heinrich Leonhard Albert
Friedrich Heinrich Leonhard Albert (* 6. Juli 1819 in Osterode; † 13. April 1864/1865 in Quedlinburg) war ein deutscher Jurist, Mitglied der Frankfurter Nationalversammlung und Bürgermeister von Quedlinburg.

## Leben
Friedrich Albert studierte von 1837 bis 1840 die Rechtswissenschaften in Göttingen und Berlin. Danach war er ab 1840 Referendar in Berlin und ab 1842 Assessor in Halberstadt und Quedlinburg. 
Im Jahr 1849 war Albert Abgeordneter für den Wahlkreis Sachsen (5., Aschersleben) als Nachfolger von Eduard von Flottwell im Frankfurter Paulskirchenparlament. Er schloss sich der Fraktion Augsburger Hof an.
1849 war er Mitglied des Gothaer Nachparlaments. Im selben Jahr unternahm er größere Reisen durch Spanien, England und Frankreich und wurde Besitzer des Guts Münchenhof bei Quedlinburg, wo er an der Adresse Münchenhof 1248 auch lebte.
In Quedlinburg war er von 1853 bis 1859 Mitglied der Stadtverordnetenversammlung. Außerdem war er ab 1858 Mitglied des sächsischen Provinziallandtages.
1863 wurde er Bürgermeister von Quedlinburg.